# Équipe d'Argentine de rink hockey
L'équipe d'Argentine de rink hockey est la sélection nationale qui représente l'Argentine en rink hockey.

## Sélection actuelle
Effectif pour le championnat du monde 2015
| Nom              | Poste           | Club                         |
| ---------------- | --------------- | ---------------------------- |
| Valentín Grimalt | Gardien         | HC Liceo (D1 espagnole)      |
| Ariel Svriz      | Gardien         | HC Sarmiento-Albardon        |
| Federico Sánchez | Gardien         | Richet Zapata                |
| Pablo Álvarez    | Joueur de champ | FC Barcelone (D1 espagnole)  |
| Reinaldo García  | Joueur de champ | FC Barcelone (D1 espagnole)  |
| David Páez       | Joueur de champ | FC Barcelone (D1 espagnole)  |
| Matías Platero   | Joueur de champ | Reus Deportiu (D1 espagnole) |
| Lucas Ordóñez    | Joueur de champ | H Valdagno (D1 italienne)    |
| Gonzalo Romero   | Joueur de champ | Richet Zapata                |
| Carlos López     | Joueur de champ | SL Benfica (D1 portugaise)   |
| Carlos Nicolia   | Joueur de champ | SL Benfica (D1 portugaise)   |

Entraîneur :  Dario Giuliani